# Max-Planck-Institut für Verhaltensbiologie
Das Max-Planck-Institut für Verhaltensbiologie (englisch Max Planck Institute of Animal Behavior) ist eine außeruniversitäre Forschungseinrichtung unter der Trägerschaft der Max-Planck-Gesellschaft (MPG). Es wurde 2019 gegründet und betreibt Forschungsprojekte auf dem Gebiet der Verhaltensbiologie sowie auch der Evolutionsbiologie und der Ökologie.

## Geschichte
Die Anfänge des heutigen Instituts am Bodensee gehen auf Bestrebungen zum Schutz und zur Überwachung von wildlebenden Vögeln zurück. Anfang des 20. Jahrhunderts führte eine Form von Artenschutz zu der Beringung von Vögeln. Zwischen 1946 und 2011 hatte die Vogelwarte Radolfzell ihren Sitz im Wasserschloss Möggingen. Die Vogelwarte wurde 1959 in das Max-Planck-Institut für Verhaltensphysiologie eingegliedert. Im Zuge einer Umorganisation wurde sie zunächst eine selbständige Forschungsstelle für Ornithologie innerhalb der Max-Planck-Gesellschaft, und dann von 2004 bis Juni 2019 eine Außenstelle des Max-Planck-Instituts für Ornithologie, das in Bayern sein Hauptsitz hat. Bis heute befindet sich eine der drei in Deutschland aktiven Zentralen für Tiermarkierung (früher: „Beringungszentrale“) in Radolfzell.
Ab Juli 2019 wurde das umbenannte Institut für Verhaltsbiologie eine selbständige Organisation innerhalb der MPG. Weiterhin hat es seinen Sitz in Radolfzell am Bodensee und am Campus der Universität Konstanz.
Im Jahr 2008 wurde Martin Wikelski Direktor am Max-Planck-Institut für Ornithologie. Im Oktober 2014 kam der britische Biologe Iain Couzin als zweiter Direktor hinzu. Im Juli 2019 wurde auch Margaret Crofoot zur Direktorin genannt.
Im Rahmen des universitären Forschungsbereichs Kollektives Verhalten (Center für the Advanced Study of Collective Behaviour) arbeitet das Institut eng mit der Universität Konstanz zusammen. Die drei Direktoren haben an der Universität Professorenstellen inne.

## Zielsetzung und Organisation
Als Leitsatz seiner Arbeit steht auf der Website des Instituts:

„Wir wollen ein quantitatives und vorhersagendes Verständnis der Entscheidungsfindungen und Bewegungen von Tieren in ihrer natürlichen Umwelt entwickeln.“

Das Institut wird seit Juli 2019 von drei Direktoren geleitet.
| Forschungsabteilung             | Direktor         |
| ------------------------------- | ---------------- |
| Tierwanderungen                 | Martin Wikelski  |
| Kollektivverhalten              | Iain Couzin      |
| Ökologie der Tiergesellschaften | Margaret Crofoot |

### Forschungsgruppen
- Max-Planck-Forschungsgruppe Kognitive and Kulturelle Ökologie (Max-Planck-Forschungsgruppenleiterin: Lucy M. Aplin)
- Max-Planck-Forschungsgruppe Entwicklung und Evolution von Kognition (Max-Planck-Forschungsgruppenleiterin: Caroline Schuppli)
- Anpassungen an ephemere Ressourcen (Gruppenleiterin: Dina Dechmann)
- Vogelzug und Tiermarkierung (Gruppenleiter: Wolfgang Fiedler)
- Kollektiver Vogelzug (Flack)	(Gruppenleiterin: Andrea Flack)
- LuiKotale Bonobo Projekt (Gruppenleiterin: Barbara Fruth)
- Vergleichende Evolution des Sozialverhaltens (Gruppenleiter: Alex Jordan)
- Ursachen, Mechanismen und Folgen des Singvogelzugs (Gruppenleiter: Jesko Partecke)
- Tier-Umwelt Interaktionen (Gruppenleiter: Kamran Safi)
- Kommunikation & Kollektive Bewegungen (Gruppenleiterin: Ariana Strandburg-Peshkin)

## Projekte

### Icarus-Initiative
Die Abkürzung Icarus steht für International Cooperation for Animal Research Using Space (deutsch: Internationale Zusammenarbeit für die Beobachtung von Tierökologie unter Anwendung von Weltraumtechnologie) und ist außerdem eine ironische Anspielung auf die mythologische Gestalt Ikarus.
Das Nutzen eines globalen Beobachtungssystems für die Tierwelt und die Umwelt wurde von Martin Wikelski und anderen Forschern 2007 in einem Aufsatz dargestellt. Während seiner Zeit als Assistenzprofessor an der Princeton University in den USA hatte Wikelski zunächst eine Zusammenarbeit mit der NASA angestrebt, um  den Einsatz von modernster Satellitentechnologie für das Tracking und damit die Erforschung vom Tierverhalten und für den Artenschutz zu erreichen. Nach einer Absage der NASA gelang es Wikelski im Jahr 2012, eine Zusammenarbeit mit dem Deutschen Zentrum für Luft- und Raumfahrt (DLR) zu vereinbaren und somit die ersten Ziele der ICARUS-Initiative zu realisieren, nämlich globalen Zugrouten verschiedener Tierarten vom Satelliten aus folgen zu können.
Anfang 2018 wurden durch den Transport von der dafür benötigten Computerhardware an die Internationale Raumstation (ISS) die Voraussetzungen geschaffen, um Daten über Tierbewegungen von der ISS auf die Erde zu übertragen. Im März 2020 wurde die Testphase des Projekts angekündigt.

### International Max Planck Research School
Durch eine Kooperation zwischen dem Institut, dem MPI Institut für Ornithologie und dem Fachbereich Biologie an der Universität Konstanz wird Studenten aus aller Welt die Möglichkeit geboten, zu einem Thema auf dem Gebiet des Tierverhaltens zu forschen und sich zu promovieren.

### MaxCine

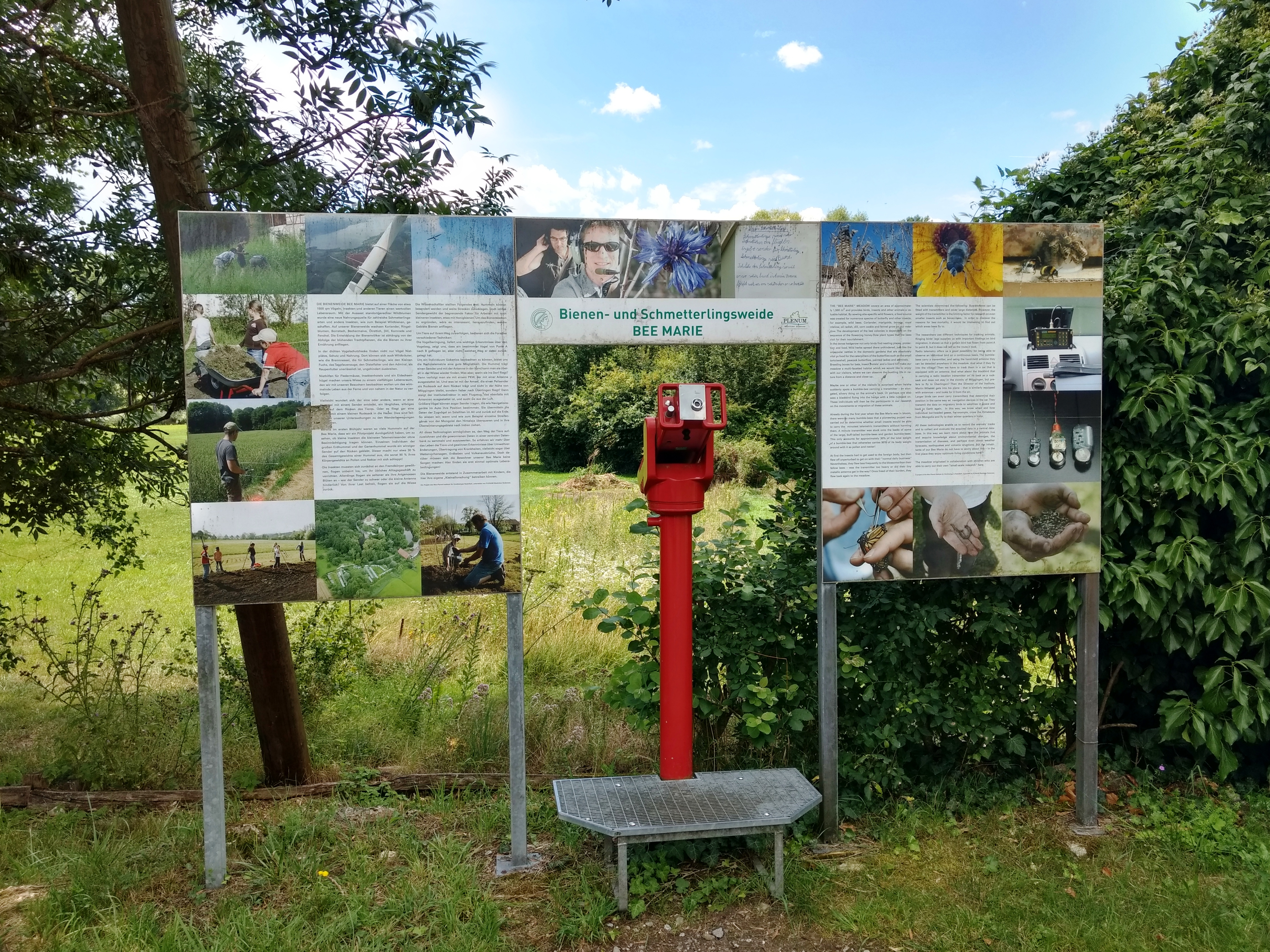
Schautafel vor der Bienenweide

Mit seinem Zentrum für Kommunikation und Austausch bietet das Institut der breiten Öffentlichkeit Zugang zur wissenschaftlichen Information und die Möglichkeit der Mitarbeit durch Führungen, Veranstaltungen und Vorträge an. Aufgrund der Covid-19-Pandemie finden 2020 die Vorträge online statt.

### Movebank und Movebank Data Repository
Das 2007 initiiertes Projekt Movebank sammelt detaillierte Daten über Tierbewegungen, die weltweit durch Studien und Projekten ermittelt werden. Durch die Integration von Daten aus verschiedenen Studien und anderen Quellen in einem öffentlich zugänglichen Datensammlungssystem kann mit Hilfe von modernen Computeranwendungen die ständig wachsende Menge an Trackingdaten ausgetauscht und nutzbar gemacht werden. Inzwischen gehört die Datenmenge an Tierbewegungen auf der ganzen Welt in den Bereich der Big Data.
Das Ziel von Movebank ist, Daten über Tierbewegungen zu archivieren und zugänglich zu machen, für Fachleute, Naturschutzorganisationen und Regierungen sowie auch für die Öffentlichkeit. Anfang 2020 waren über 7.600 Studien zu rund 1.000 Taxa gespeichert.
In der Movebank Data Repository wird die Langzeitarchivierung dieser Daten vom Kommunikations-, Informations-, Medienzentrum der Universität Konstanz betreut.

### Animal-Tracker-App
Der Animal Tracker ist eine Open-Source-App, die vom Max-Planck-Institut für Ornithologie mitentwickelt wurde. Er benutzt die Daten, die von Movebank gesammelt wurden. Die 2014 gestartete App kann von interessierten Laien auf dem eigenen Smartphone installiert werden, um den Bewegungen von Tieren in der freien Wildbahn in der eigenen Umgebung und rund um die Welt zu folgen.

## Publikationen
Das Institut veröffentlicht aktuelle Berichte über seine Aktivitäten im Jahrbuch der Max-Planck-Gesellschaft. Seit 2008 haben Mitarbeiter des Instituts über 700 wissenschaftliche Aufsätze veröffentlicht.